# Pont de Besalú

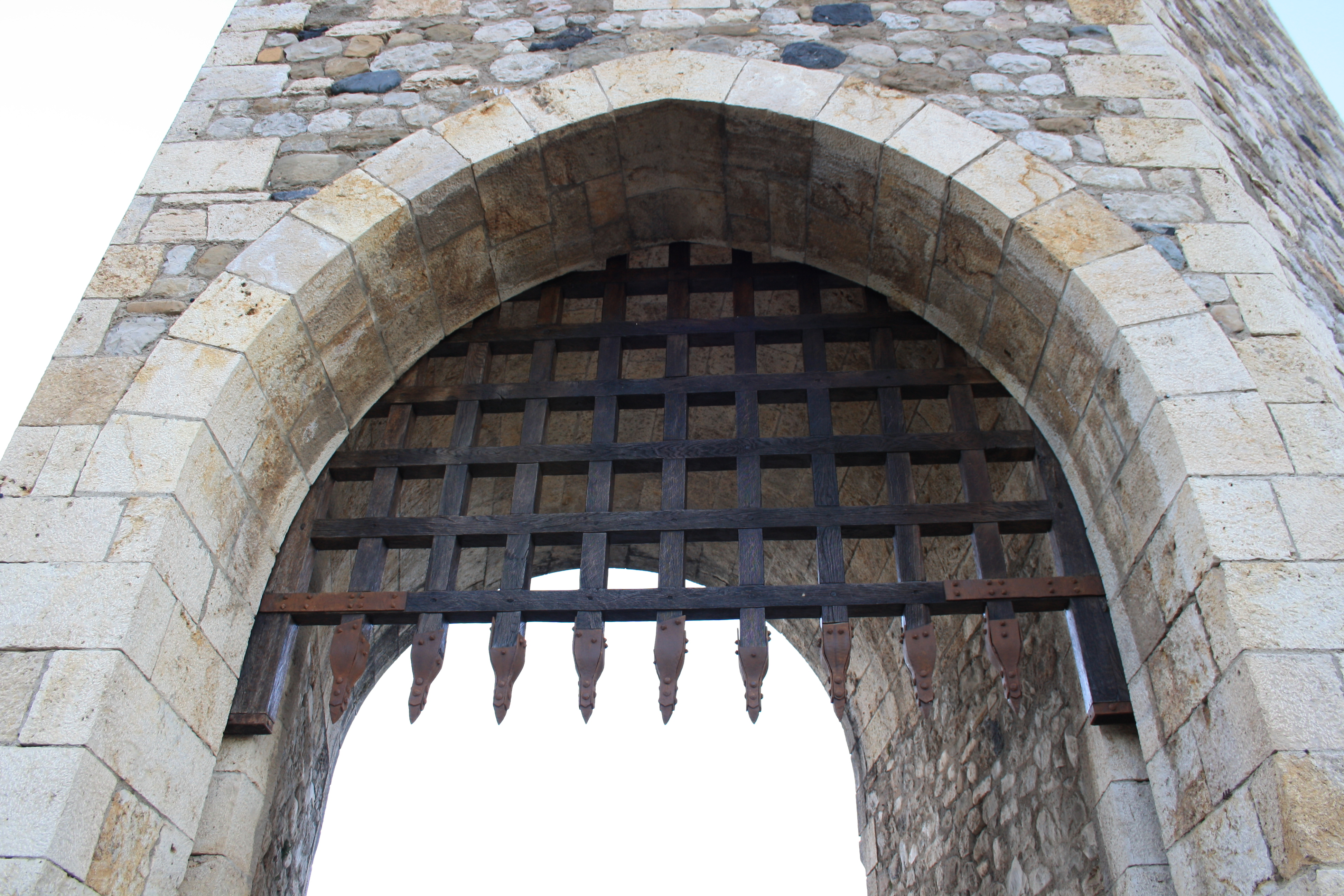
Fallgatter am Turm in der Mitte der Brücke

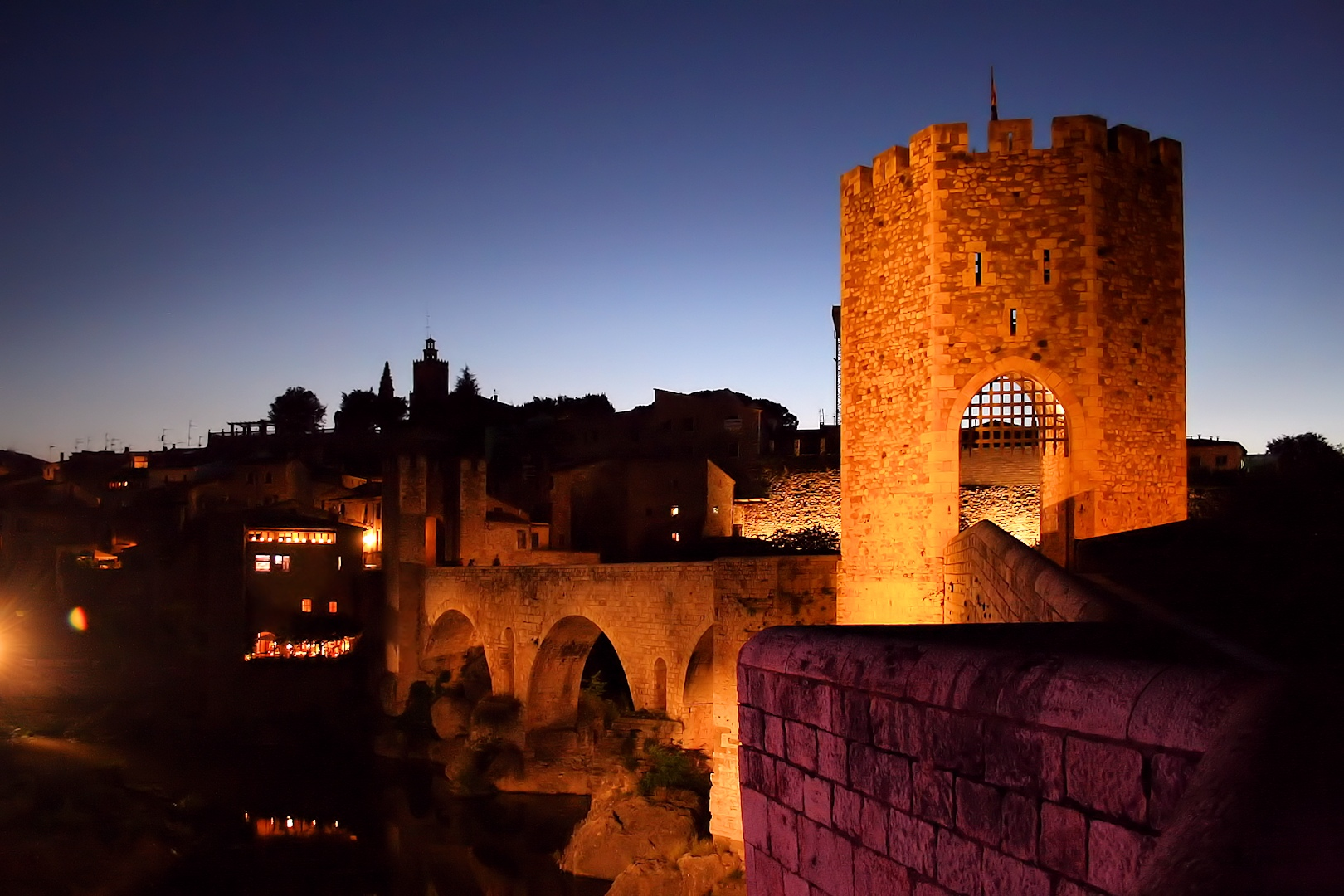

Der Pont de Besalú in Besalú, einer spanischen Stadt in der Provinz Girona (Katalonien), wurde um 1315 errichtet. Die mittelalterliche Bogenbrücke über den Fluss Fluvià ist seit 1949 ein geschütztes Baudenkmal.

## Beschreibung
Die heute nur für Fußgänger benutzbare Brücke besteht aus drei Abschnitten, die zusammen von acht Bögen aus Quadersteinen getragen werden, wobei die Abschnitte im Grundriss winklig zueinander stehen. Die Bögen haben unterschiedliche Spannweiten und stützen sich auf Felsen im Flussbett. An der Stadtseite sichert ein Tor den Zugang zur Stadt. Am Ende des westlichsten Abschnitt mit vier Bögen ist die Straße zu einem großen Platz erweitert (katalanisch creu grossa), so dass sich der Verkehr kreuzen konnte, nach zwei weiteren Bögen folgt ein kleinerer Platz zum Kreuzen (katalanisch creu petita). Zwischen den beiden Kreuzungsstellen befindet sich der sechseckige Brückenturm mit dem Fallgatter.
Der älteste Teil der Brücke, welcher aus dem 11. oder 12. Jahrhundert stammt, befindet sich auf der Seite der Stadt. Das unregelmäßige Mauerwerk aus kleiner Steinen gleicht demjenigen, das an den ältesten Gebäuden der Stadt zu finden ist. An einem Pfeiler des zweiten Abschnittes ist ein Stein mit der Jahrzahl 1680 eingebaut, der darauf schließen lässt, dass in diesem Jahr eine größere Renovierung oder ein Wiederaufbau abgeschlossen wurde. Aus demselben Jahr sind Reparaturen von Flutschäden an der Getreidemühle und an der Walkmühle bekannt.

## Geschichte
Wahrscheinlich befand sich bereits in der Römerzeit an dieser Stelle eine Brücke. Sie wird erstmals 1075 in den Urkunden erwähnt. In 1284 wurde die Brücke nochmals in einer Urkunde im Zusammenhang mit dem Verkauf eines Obstgartens erwähnt, wobei sich die Brücke früher vermutlich mehr flussaufwärts befand, wo noch Reste von Pfeilern zu sehen sind, die der heutigen Brücke gleichen. Die Brücke wurde von Fluten in den Jahren 1315 beschädigt und danach mit einem Wehrturm in der Mitte neu errichtet. Weitere Hochwasser in den Jahren 1321, 1433, 1421, 1669, 1771 und 1790 beschädigten die Brücke, so dass sie jeweils repariert werden musste. 1880 wurde der Turm und das Tor auf der Brücke abgetragen um den Transport von Maschinen für die lokale Industrie zu erleichtern. Im Spanischen Bürgerkrieg wurden zwei Bögen gesprengt. Danach wurde die Brücke wieder aufgebaut.